# Valskogs station
Valskogs station  är en driftplats och en tidigare järnvägsstation i tätorten Valskog som ligger centralt belägen längs Arbogavägen.

## Historik
Valskogs tidigare järnvägsstation på järnvägen Arboga–Köping öppnades den 1 oktober 1867. Stationshuset uppfördes 1877 i samband med att Oxelösund–Flen–Västmanlands Järnväg anslöts till järnvägen Arboga–Köping i Valskog, så att Valskog blev en järnvägsknut. Persontrafiken upphörde den 20 augusti 1996.

## Verksamhet
Valskog är fortfarande den västra ändpunkten för Svealandsbanan där den ansluter till Mälarbanan från Arboga. Svealandsbanan börjar i Arboga, går söder om Mälaren och slutar i Stockholm. Mälarbanan passerar Arboga på sträckningen Örebro och Stockholm norr om Mälaren.

## Galleri

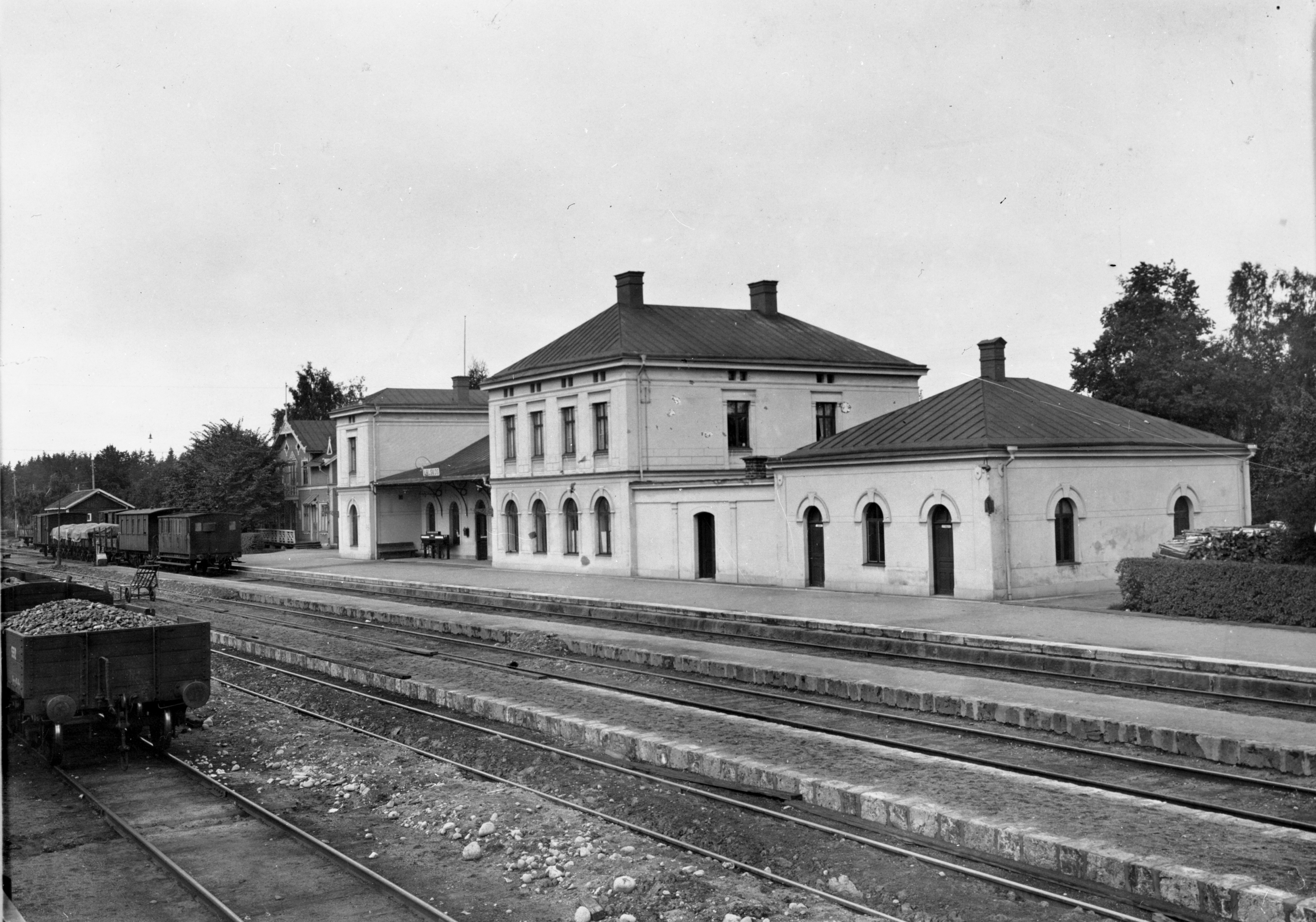
Valskogs station
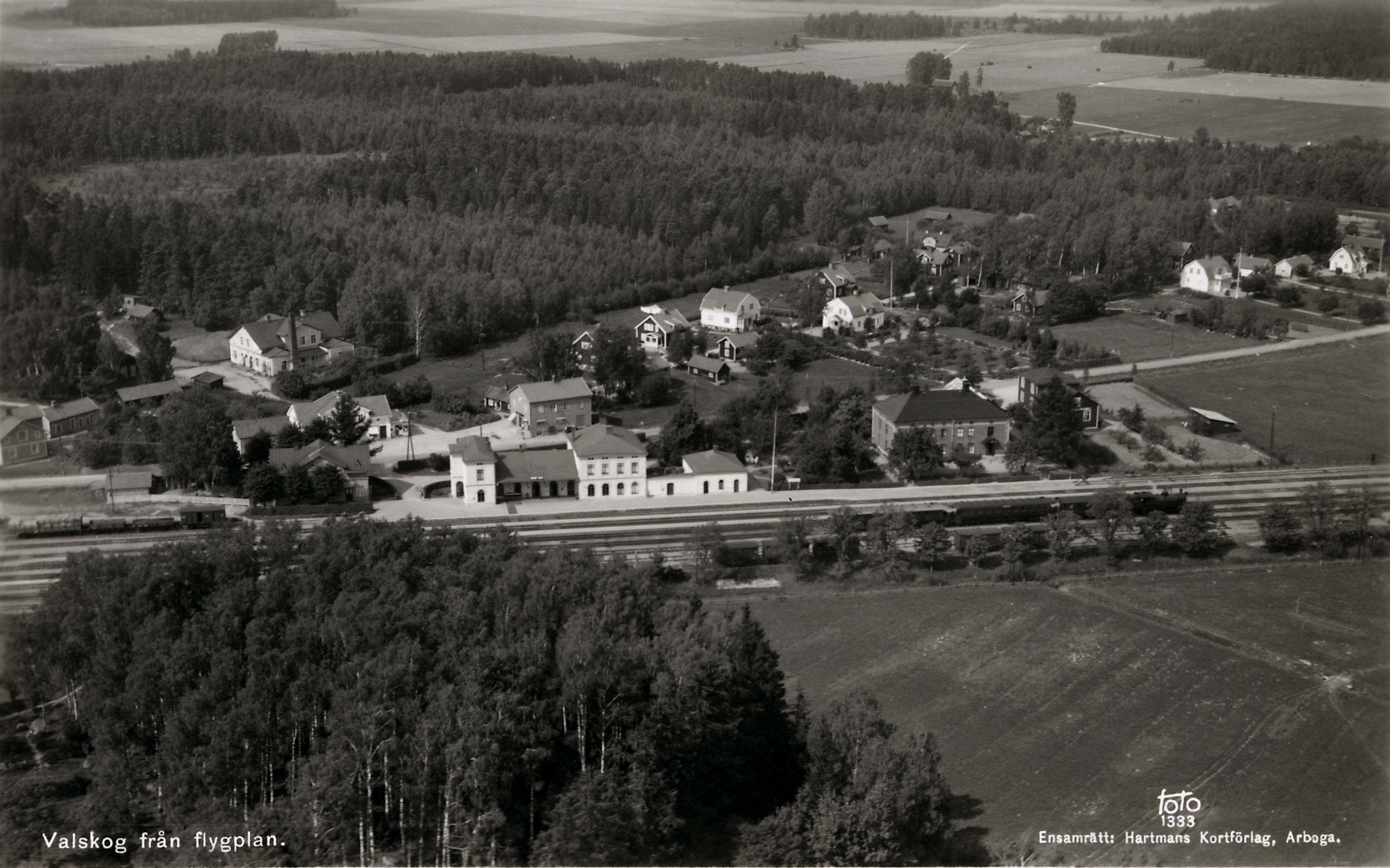
Flygbild över Valskog